# Apostasia elliptica
Apostasia elliptica är en orkidéart som beskrevs av Johannes Jacobus Smith. Apostasia elliptica ingår i släktet Apostasia och familjen orkidéer. Inga underarter finns listade i Catalogue of Life.